# La Séparation des terres et des eaux
La Séparation de la terre des eaux est une fresque (155 × 270 cm) de Michel-Ange, datable vers 1511-1512, qui constitue une partie de la décoration du plafond de la chapelle Sixtine, dans les musées du Vatican à Rome. Elle a été commandée par Jules II.

## Histoire

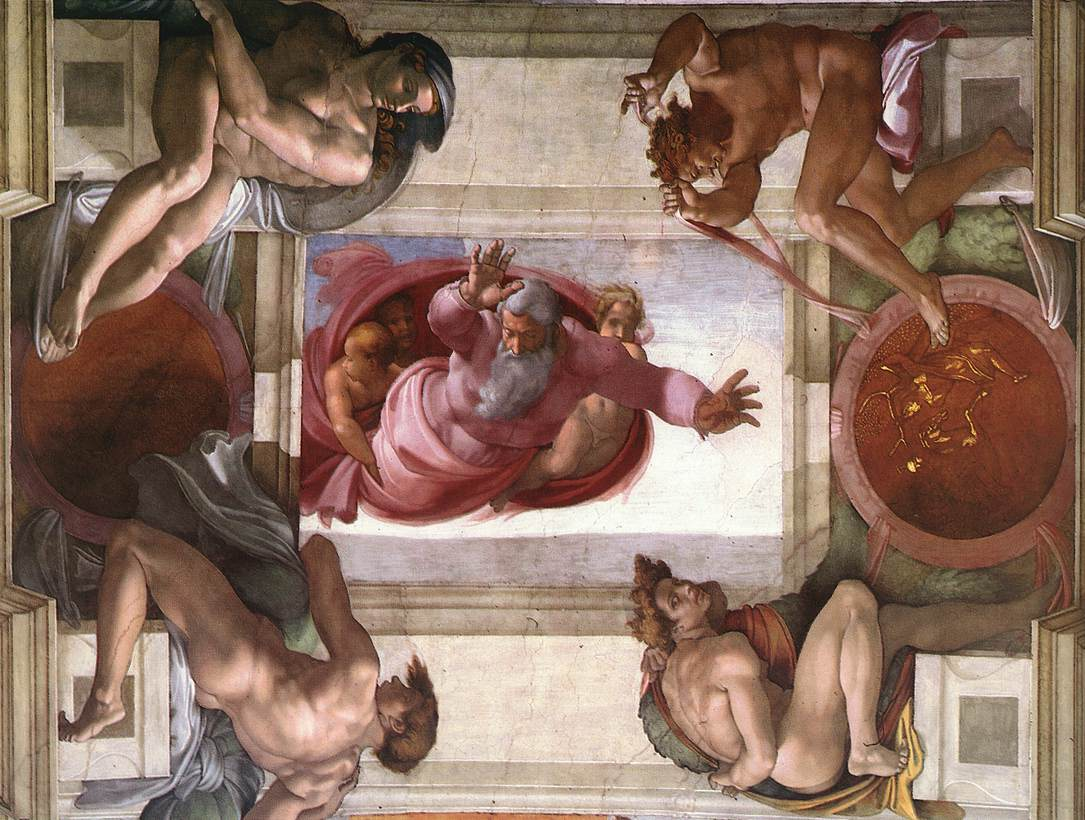
La fresque avec son environnement pictural.

Pour peindre la voûte, Michel-Ange commence par les travées près de la porte d'entrée utilisée lors des entrées solennelles du pontife et de son entourage, pour terminer par la travée au-dessus de l'autel. Les fresques sont exécutées en deux temps, séparées à la hauteur de la clôture qui existait à l'origine, plus ou moins au-dessus de la Création d'Ève. Cela est nécessaire car les échafaudages ne couvrent que la moitié de la chapelle et doivent être démontés et remontés de l'autre côté entre chacune des phases. La Séparation de la terre et des eaux fait donc partie de la deuxième phase et est peinte d'octobre 1511 à octobre 1512.
Les personnages ont été transférés du carton par gravure directe, pour obtenir une certaine rapidité d'exécution que l'on retrouve également dans les lunettes voisines.

## Description et style

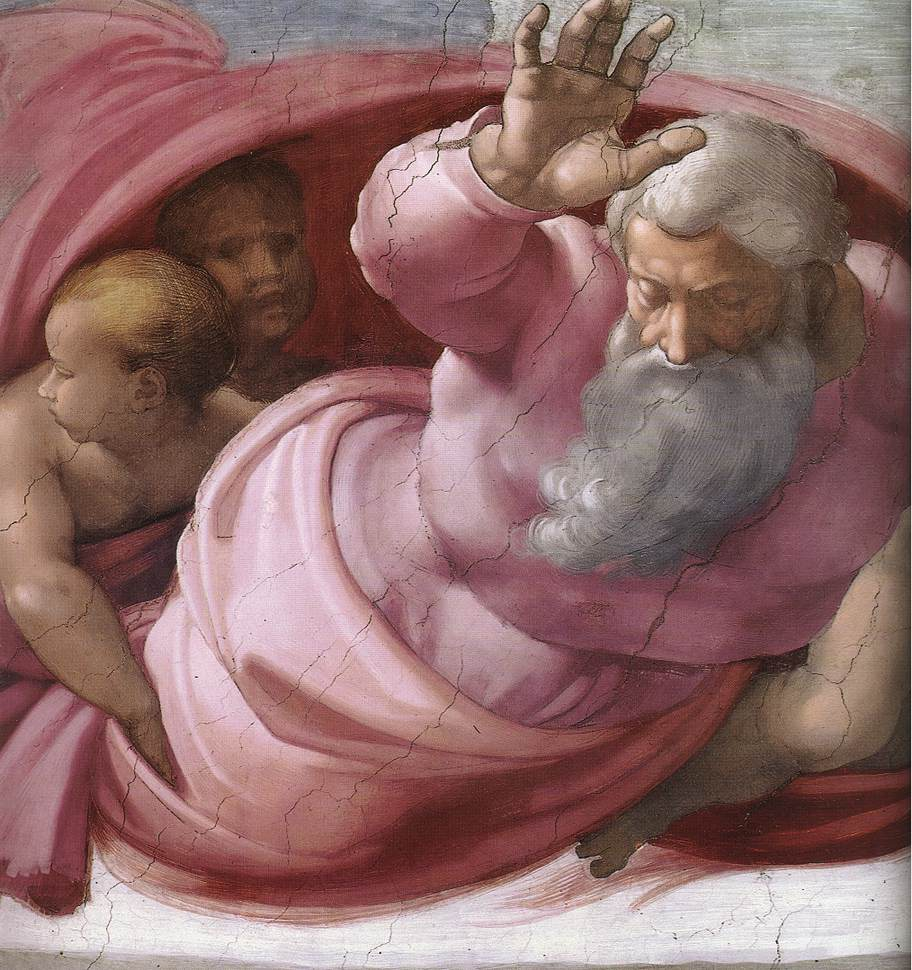
Détail.

La scène fait partie du groupe de trois scènes liées à la création du monde, avec La Séparation de la lumière et des ténèbres et La Création des étoiles et des plantes. L'ordre séquentiel du texte biblique (Génèse 1, 9-10) verrait La Séparation de la terre et des eaux comme la deuxième histoire, se déroulant le deuxième jour, mais un panneau plus grand est réservé à La Création des étoiles et des plantes (troisième et quatrième jour de la création), rompant ainsi la séquence « historique ».
Dans ces trois scènes, l'Éternel domine la représentation, en vol au-dessus d'espaces illimités, enveloppé d'un grand manteau rose. La conception unitaire des scènes a fait penser à une allusion à la Trinité, mais il est plus probable qu'il s'agisse d’une allégorie tirée des textes de saint Augustin liée respectivement au travail effectué par l'Église dans le monde (eau et terre), à la seconde venue du Christ (étoiles et plantes) et au jugement final (ténèbres et lumière).
Dans La Séparation de la terre et des eaux, Dieu flotte sur l'étendue gris-bleu des eaux, accompagné de la cour angélique typique derrière son manteau auréolé ouvert, rappelant les vesica piscis de l'art médiéval et du XVe siècle. Le ciel derrière lui est très clair et limpide.
La figure de Dieu le Père s'élance vers le spectateur avec un fort raccourci et semble venir dynamiquement de la gauche, avec le geste éloquent et impérieux des bras étendus et grands ouverts, tandis que le regard est concentré sur l'objet de sa Création. L'effet illusionniste a été décrit par Giorgio Vasari : « dans cette voûte, vous voyez un personnage qui escorte, et là où vous vous promenez autour de la chapelle, il tourne continuellement et tourne dans tous les sens ».
La gamme chromatique est réduite, comme dans les autres figures de la deuxième phase de la voûte, avec les nuances de violet et les nuances froides (blanc, bleu, gris) des eaux, du ciel, et de la barbe et des cheveux de l'Éternel. Le violet était la couleur des vêtements sacerdotaux pendant le Carême et l'Avent, deux des offices les plus importants célébrés par la cour papale dans la chapelle. En revanche, les cheveux blonds des deux chérubins se détachent. Même la composition apparaît simplifiée, avec la seule grande figure divine qui acquiert ainsi une monumentalité grandiose. Le coup de pinceau, du moins dans les Histoires qui sont plus éloignées du spectateur, devient plus essentiel et rugueux, avec une finition aux traits entrelacés, semblable à l'effet qui, en sculpture, est obtenu avec le ciseau denté. Cela augmente l'effet visionnaire des Histoires, surtout en contraste avec les figures des Voyants et des Ignudi, picturalement plus denses et plus lisses.

## Ignudi

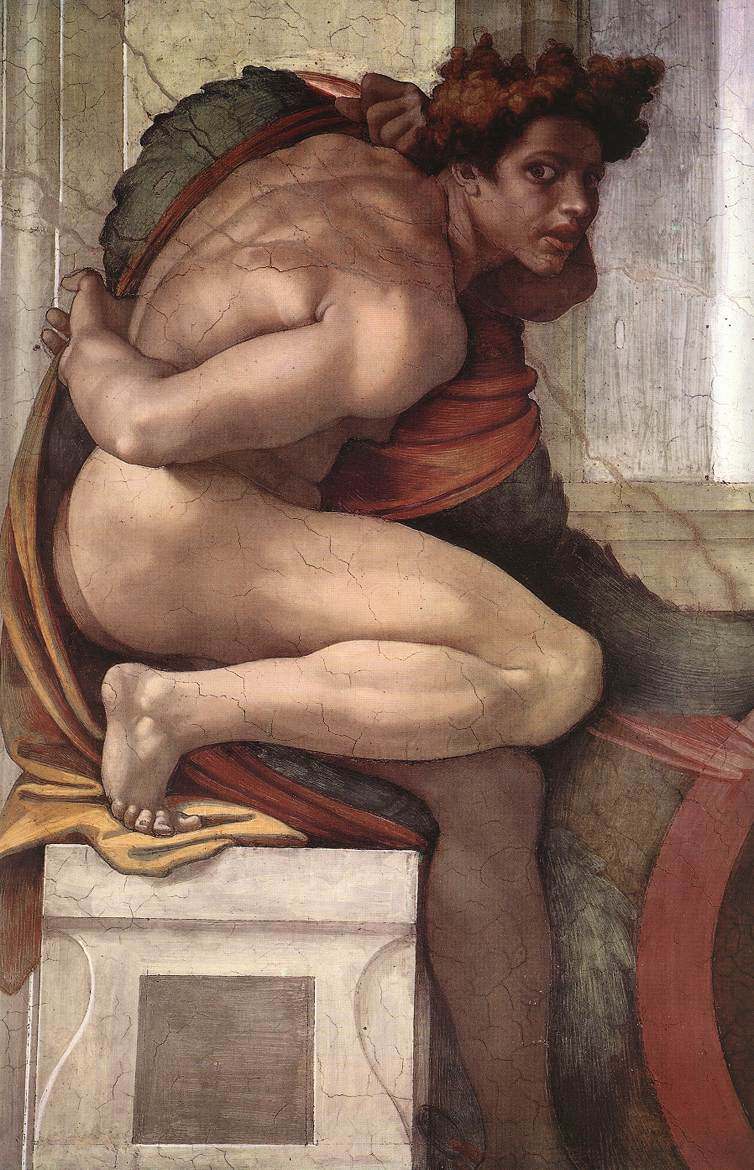
Un des Ignudi de la septième travée.

Même les couples d'Ignudi  autour du panneau principal ont été peints à la fresque en suivant une procédure différente, avant, plutôt qu'après, la scène principale. Cela est généralement lié au départ des aides et à la nécessité de recourir à une organisation du travail différente.
Dans les dernières travées en se dirigeant vers l'autel (suivant ainsi l'ordre dans lequel Michel-Ange a peint les scènes), les Ignudi ont tendance à envahir de plus en plus nettement les espaces voisins, qu'ils soient mineurs ou majeurs. De plus l'organisation rythmique par symétries et opposées, en faveur de positions de plus en plus lâches et complexes, se traduit, comme dans ce cas, par un dynamisme agité. Par rapport aux premières travées, elles augmentent également légèrement en taille et avec une plus grande proéminence plastique et dynamique, comme les figures correspondantes des Voyants. Ceci est dû à une optimisation de la perspective pour obtenir une vue privilégiée depuis l'axe central de la chapelle en regardant vers l'autel, comme lors des processions papales solennelles qui s'y déroulaient à partir de l'entrée de cérémonie située sur le mur est.
Ceux au-dessus de la Sibylle persane se courbent en arrière, l'un avec le torse tourné en faveur du spectateur, l'autre par l'arrière. De celui à droite, avec une tête recouverte d'un voile et une expression mélancolique, il existe un dessin préparatoire à la sanguine au Musée Teyler à Haarlem. L'autre couple est plus animé : l'un commence à se lever de la semelle en poussant avec un pied de la jambe pliée, avec une expression pleine d'appréhension dirigée vers le spectateur ; l'autre semble vaciller en tenant le ruban du médaillon de bronze, avec une pose frénétique des bras et des jambes rappelant les sculptures hellénistiques de faunes dansants.

## Médaillons
Des deux médaillons soutenus par l'Ignudi, l'un est vide, l'autre montre, côté nord, La Mort d'Absalom : Absalom, le fils préféré du roi David, fuit son poursuivant Joab, reste accroché par les cheveux dans un arbre et est passé au fil de l'épée. Contrairement à de nombreux autres médaillons de la chapelle, cette représentation ne présente aucune correspondance avec la Bile malermienne.

Détails
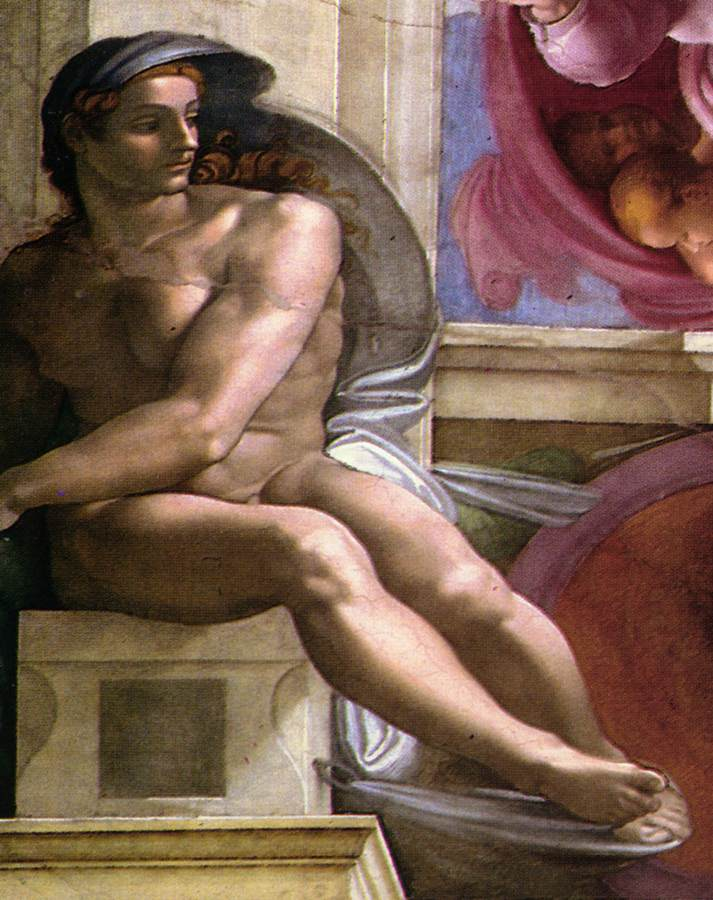
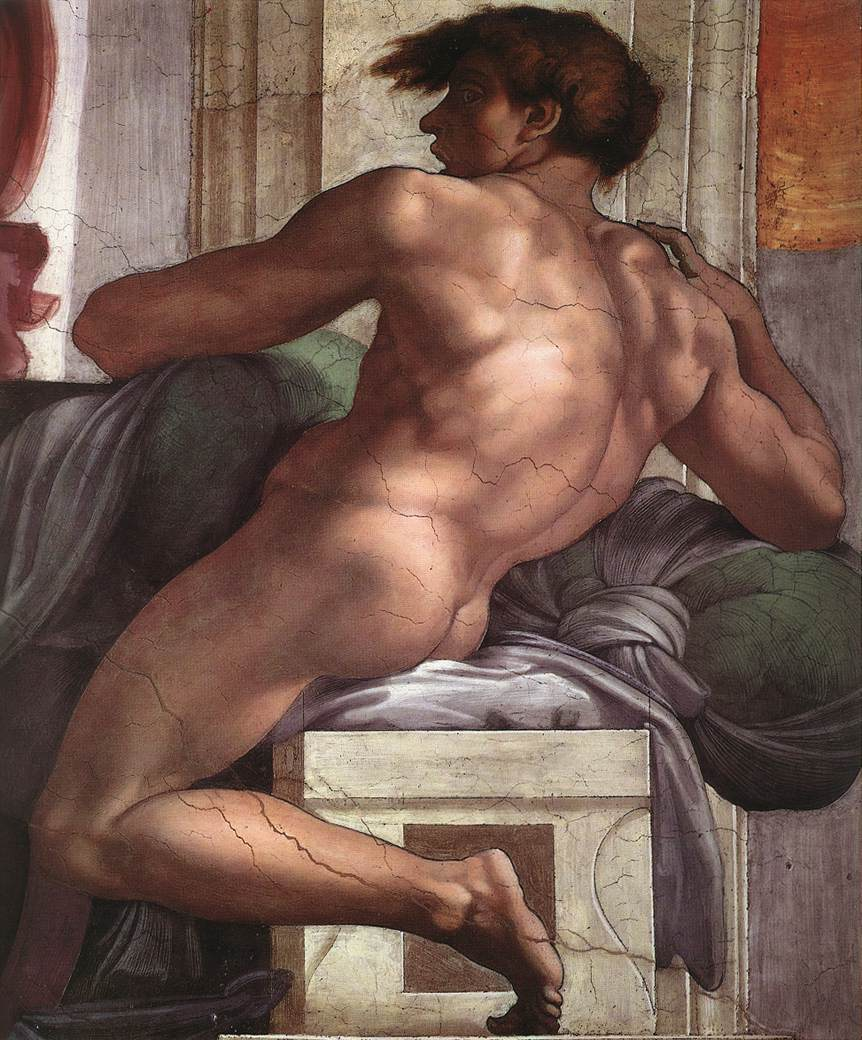
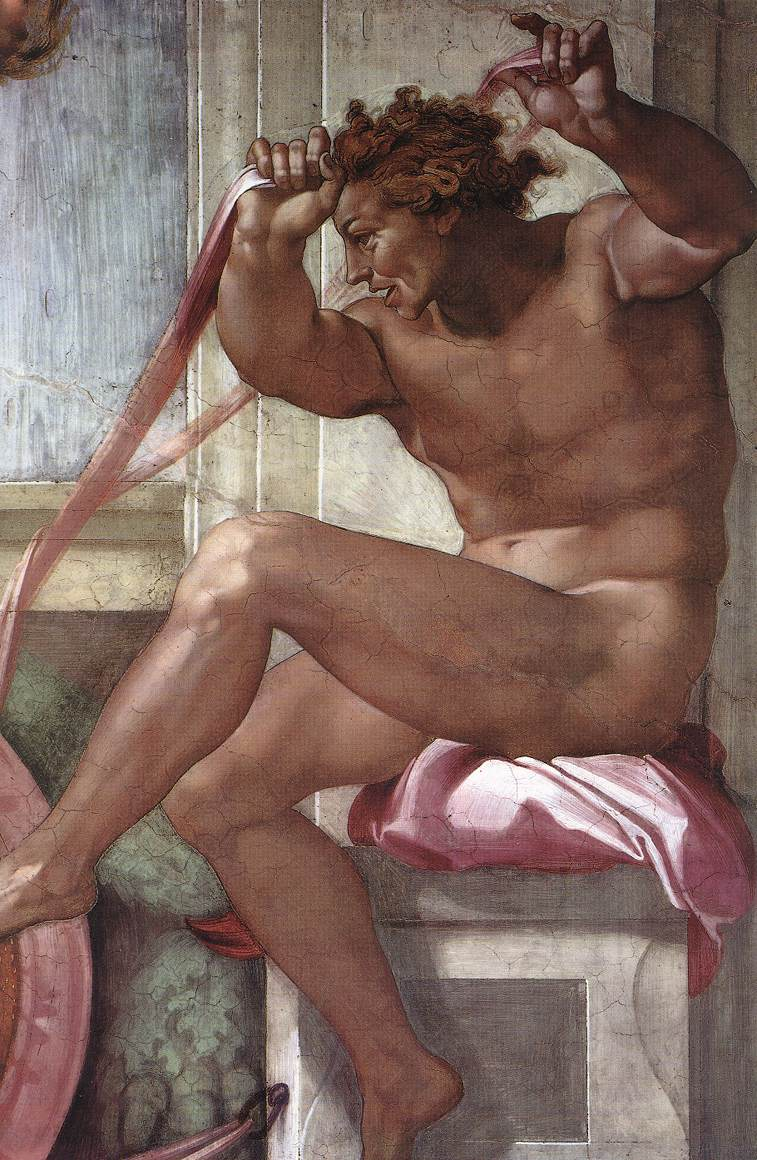
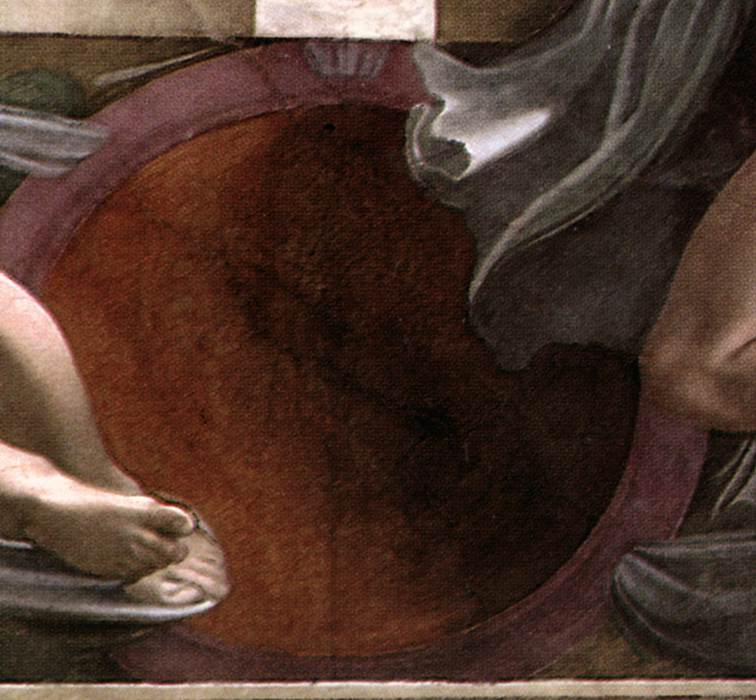
Médaillon vide.
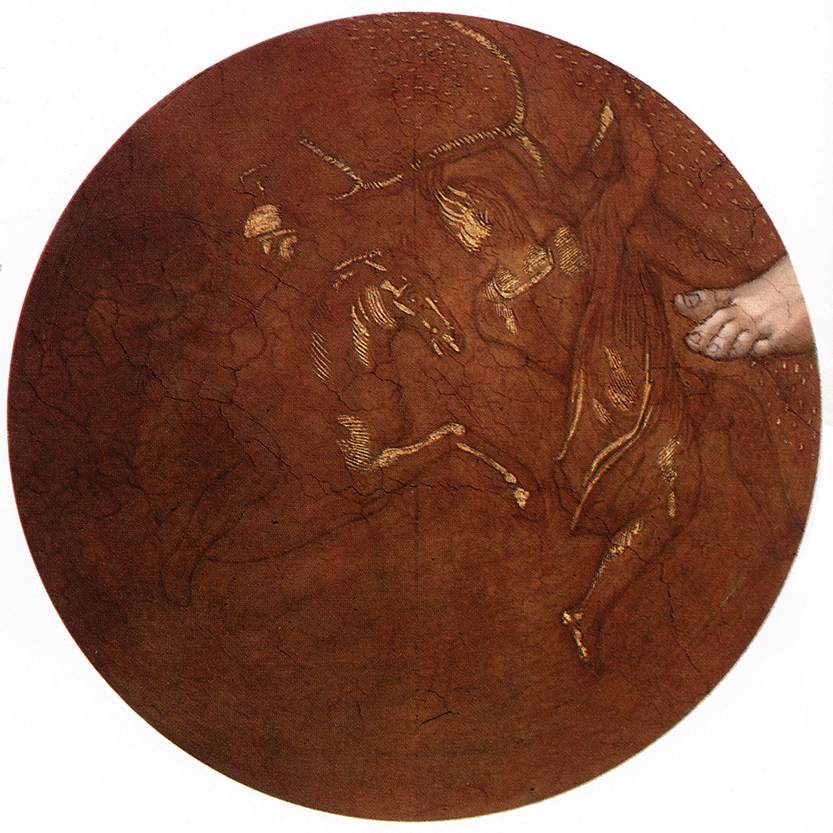
La Mort d'Absalom.